# Esteverena Point
Esteverena är en udde i Antarktis. Den ligger på Snow Island i Sydshetlandsöarna. Argentina, Chile och Storbritannien gör anspråk på området.
Terrängen inåt land är varierad. Havet är nära Esteverena Point åt nordväst. Trakten är obefolkad. Det finns inga samhällen i närheten.